# Alyson Charles
Alyson Charles (Montréal, 30 ottobre 1998) è una pattinatrice di short track canadese.

## Biografia
Ai mondiali di Sofia 2019 ha vinto la medaglia di bronzo nella staffetta 3000 metri con le connazionali Kim Boutin, Camille de Serres-Rainville e Courtney Sarault.

## Palmarès
- Mondiali

Sofia 2019: bronzo nella staffetta 3000 m;
- Mondiali junior

Tomaszów Mazowiecki 2018: oro nella staffetta 3000 m;